# Persone di nome Basilio
| Questa pagina contiene informazioni ricavate automaticamente dalle voci biografiche con l'ausilio del template Bio e di un bot. L'aggiornamento è periodico e automatico e ricostruisce completamente la pagina. Se manca una persona in questa lista, sei pregato di non aggiungerla, ma accertati piuttosto che la sua voce biografica contenga il template Bio e che i dati anagrafici siano correttamente compilati. Se il template Bio manca, inseriscilo tu stesso o, in alternativa, metti l'avviso {{tmp\|Bio}} che ne segnala la mancanza. Se i dati riportati sono sbagliati, correggi direttamente la voce biografica; le modifiche saranno visibili in questa lista entro pochi giorni. Per chiarimenti vedi il progetto antroponimi. La lista contiene solo le 58 persone che sono citate nell'enciclopedia e per le quali è stato implementato correttamente il template Bio. Pagina aggiornata al 7 apr 2025. |

Questa è una lista di persone presenti nell'enciclopedia che hanno il nome Basilio, suddivise per attività principale.

## Arcivescovi ortodossi(3)
- Basilio III di Costantinopoli, arcivescovo ortodosso greco (Scutari, n. 1846 - Istanbul, † 1929)
- Basilio II di Costantinopoli, arcivescovo ortodosso bizantino († 1186)
- Basilio Grillo Miceli, arcivescovo ortodosso italiano (Vittoria, n. 1937 - Roma, † 2021)

## Calciatori(3)
- Gabriel Costa, calciatore uruguaiano (San Carlos, n. 1990)
- Basilio Ndong, calciatore equatoguineano (Mbini, n. 1999)
- Basilio Nieto, calciatore spagnolo (Valencia, n. 1916 - Arenys de Mar, † 2007)

## Cardinali(1)
- Basilio Pompilj, cardinale e arcivescovo cattolico italiano (Spoleto, n. 1858 - Roma, † 1931)

## Compositori(1)
- Basilio Basili, compositore e tenore italiano (Macerata, n. 1804 - New York, † 1895)

## Funzionari(3)
- Basilio Apocauco, funzionario bizantino (Peloponneso)
- Basilio Lecapeno, funzionario, generale e mecenate bizantino (Costantinopoli - Isole dei Principi, † 985)
- Basilio l'Ocell, funzionario bizantino (Proconnès, † 961)

## Generali(8)
- Basilio Apocapa, generale bizantino († 1083)
- Basilio Argiro il Mesardonite, generale bizantino (Bitonto, † 1017)
- Basilio Argiro, generale bizantino
- Basilio di Napoli, generale italiano (Napoli)
- Basilio Boioannes, generale bizantino
- Basilio Cottone, generale italiano (Raccuja, n. 1926)
- Basilio Lami Dozo, generale argentino (Santiago del Estero, n. 1929 - Partido di José Clemente Paz, † 2017)
- Basilio Vatatzes, generale bizantino (Arcadiopoli, † 1194)

## Giornalisti(1)
- Basilio Cittadini, giornalista italiano (Pilzone, n. 1843 - Buenos Aires, † 1921)

## Grammatici(1)
- Basilio Puoti, grammatico, lessicografo e critico letterario italiano (Napoli, n. 1782 - Napoli, † 1847)

## Imperatori(3)
- Basilio I il Macedone, imperatore bizantino (Adrianopoli - Costantinopoli, † 886)
- Basilio II Bulgaroctono, imperatore bizantino (Costantinopoli, n. 958 - Costantinopoli, † 1025)
- Basilio di Trebisonda, imperatore bizantino († 1340)

## Ingegneri(2)
- Basilio Catania, ingegnere italiano (Maletto, n. 1926 - Fiano, † 2010)
- Basilio Focaccia, ingegnere e politico italiano (Ortodonico, n. 1889 - Agnone Cilento, † 1968)

## Letterati(1)
- Basilio Magni, letterato, storico dell'arte e giurista italiano (Velletri, n. 1831 - Roma, † 1925)

## Militari(2)
- Basilio Curticio, militare e diplomatico bizantino
- Basilio Teodorocano, militare bizantino

## Monaci cristiani(1)
- Basilio Pignatelli, monaco cristiano e vescovo cattolico italiano (Napoli, n. 1548 - Napoli, † 1605)

## Nobili(4)
- Basilio Camatero, nobile e funzionario bizantino
- Basilio Gonzaga, nobile italiano (n. 1711 - † 1782)
- Basilio Mstislavič, nobile russo
- Basilio Sclero, nobile bizantino

## Patrioti(1)
- Basilio Emilio Desiderati, patriota italiano (Mantova, n. 1840 - Brescia, † 1866)

## Pittori(2)
- Basilio Cascella, pittore italiano (Pescara, n. 1860 - Roma, † 1950)
- Basilio Chalkidiotis Triantafyllou, pittore greco (Vasiliko, n. 1939 - Atene, † 2011)

## Poeti(1)
- Basilio Reale, poeta italiano (Capo d'Orlando, n. 1934 - Milano, † 2011)

## Politici(4)
- Basilio Catanoso, politico italiano (Catania, n. 1963)
- Basilio Germanà, politico italiano (Brolo, n. 1949)
- Basilio Giordano, politico italiano (Frascineto, n. 1952)
- Basilio Venanzio, politico bizantino

## Principi(1)
- Basilio Jur'evič, principe russo

## Religiosi(4)
- Basilio il Benedetto, religioso e santo russo (Mosca, n. 1468 - Mosca, † 1552)
- Basilio I di Bulgaria, religioso bulgaro
- Basilio Brollo, religioso, missionario e sinologo italiano (Gemona del Friuli, n. 1648 - Xi'an, † 1704)
- Basilio Gorga, religioso italiano (Brocco, n. 1826 - Sutton, † 1881)

## Sceneggiatori(1)
- Basilio Franchina, sceneggiatore, regista e attore italiano (Palermo, n. 1914 - Roma, † 2003)

## Scrittori(1)
- Basilio Amati, scrittore italiano (Savignano di Romagna, n. 1780 - Savignano di Romagna, † 1830)

## Sovrani(1)
- Basilio IV di Moscovia, sovrano russo (Nižnij Novgorod, n. 1552 - Gostynin, † 1612)

## Umanisti(1)
- Basilio Zanchi, umanista e poeta italiano (Bergamo, n. 1501 - Roma, † 1558)

## Vescovi(2)
- Basilio di Luni, vescovo e santo italiano
- Basilio I Scamandreno, vescovo bizantino (Scamandro, † 974)

## Vescovi ariani(1)
- Basilio di Ancira, vescovo ariano greco antico († 362)

## Vescovi cattolici(1)
- Basilio Leto, vescovo cattolico italiano (Masserano, n. 1819 - Torino, † 1896)

## Vescovi ortodossi(2)
- Basilio di Ostrog, vescovo ortodosso e santo serbo (Mrkonjići, n. 1610 - Ostrog, † 1671)
- Basilio di Gerusalemme, vescovo ortodosso bizantino († 838)

## Senza attività specificata(1)
- Basilio mano di rame, bizantino